# Gongsun Zan
Gongsun Zan (? - 199) era um guerreiro feroz com reputação durante o final da dinastia Han Oriental era da China .
Ele era comandante de uma força de cavalaria e serviu nas fronteiras norte e leste do império da dinastia Han lutando contra vários povos não-chineses. Em 191, ele se alistou como parte da coalizão contra Dong Zhuo, o senhor da guerra que tomou o poder em Luoyang e sequestrou o imperador, mas aproveitou a oportunidade para ampliar seus territórios. No final do ano 191 Gongsun Zan tinha como general Zhao Yun, que depois se aliou a Liu Bei.
Gongsun Zan foi derrotado por Yuan Shao em 199 na Batalha de Yijing e se suicidou queimando a ele e seu cavalo.